# Otto Ketting
Otto Ketting (ur. 3 września 1935 w Amsterdamie, zm. 13 grudnia 2012 w Hadze) – holenderski kompozytor i trębacz.

## Życiorys
Syn Pieta Kettinga. W latach 1953–1958 uczył się gry na trąbce w konserwatorium w Hadze. W zakresie kompozycji był samoukiem, konsultując się z ojcem i w latach 1960–1961 z Karlem Amadeusem Hartmannem. W latach 1955–1960 był trębaczem w Residentie-Orkest, grywał też z zespołami jazzowymi. Od 1967 do 1971 roku był wykładowcą konserwatorium w Rotterdamie, następnie od 1971 do 1974 roku wykładał w konserwatorium w Hadze. Komponował na potrzeby filmu, teatru i baletu. Współpracował z takimi choreografami jak Jaap Flier, Richard Glasstone i Job Sanders.
Otrzymał liczne wyróżnienia, w tym nagrodę „Gaudeamus” (1958), nagrodę im. Keesa van Baarena (1973), II nagrodę trybuny kompozytorów UNESCO, nagrodę im. Matthijsa Vermeulena (1978) oraz Barlow Prize (1992).

## Twórczość
Początkowo tworzył w stylistyce drugiej szkoły wiedeńskiej, jednocześnie pisząc też przystępniejsze utwory typu repertuarowego. W eksperymentalnym cyklu Collages, przeznaczonym na różne obsady, odszedł od serializmu w kierunku improwizacji oraz prowokacji estetycznych typu happeningowego. Utwory Kettinga cechują się upodobaniem do nietypowych obsad, ze szczególną predylekcją do wirtuozowsko traktowanej grupy dętej, często łączonej z perkusją.

## Wybrane kompozycje
(na podstawie materiałów źródłowych)

### Utwory orkiestrowe
- Sinfonietta (1954)
- 2 canzoni na instrumenty dęte i perkusję (1957)
- Passacaglia (1957)
- 3 symfonie (I 1957–1959, II na saksofony i orkiestrę 1978, III 1990)
- Concertino na 2 trąbki, smyczki, 3 rogi i fortepian (1958)
- Concertino na kwintet jazzowy i orkiestrę (1960)
- Variations na orkiestrę dętą, harfę i perkusję (1960)
- Pas de deux (1961)
- Collage No. 9 na 22 wykonawców (1965)
- Collage No. 6 na grupę free-jazz i orkiestrę (1966)
- In memoriam Igor Stravinsky (1971)
- Time Machine na zespół dęty (1972)
- For Moonlight Nights na flet solo i 12 wykonawców (1973)
- Capriccio na skrzypce i zespół (1987, zrewid. 1995)
- Adagio (1989)
- Medusa na saksofon altowy i orkiestrę (1992, zrewid. 1996)
- De aankomst (1993)
- Kom, over de zeeën (1994)
- Cheops na róg i orkiestrę (1995)

### Utwory kameralne
- Sonata na kwartet dęty blaszany (1955)
- Sereande na wiolonczelę i fortepian (1957)
- A Set of Pieces na flet i fortepian (1967; także wersja na kwintet dęty 1968)
- Adagio na 12 wykonawców (1977)
- Mars na 4 klarnety i od 4 do 8 saksofonów (1979)
- Quodlibet na 2 perkusje, fortepian, klarnet basowy i kwartet smyczkowy (1979)
- Autumn na róg i fortepian (1980)
- Monumentum na instrumenty dęte blaszane, fortepian i 4 perkusje (1983)
- Summer na klarnet basowy, flet i fortepian (1985)
- Trio na skrzypce, wiolonczelę i fortepian (1988, zrewid. 1995)
- Winter na flet altowy, harfę, skrzypce i wiolonczelę (1988)
- Preludium na 12 saksofonów (1989)
- Windsor Hotel na saksofon altowy i fortepian (1998)

### Utwory fortepianowe
- Collage No. 5 (1976)
- Palace Hotel (1998)

### Utwory wokalno-instrumentalne
- Christmas Songs na chór i małą orkiestrę (1953)
- Song Without Worlds na sopran i fortepian (1968)
- The Light of the Sun na sopran i orkiestrę (1978, zrewid. 1983)
- Summer Moon na sopran i orkiestrę (1992)

### Opery
- Dummies (wyst. Haga 1974)
- O, Thou Rhinoceros (wyst. Amsterdam 1977)
- Ithaka (wyst. Amsterdam 1986)

### Balety
- The Last Report (1962)
- Interior (1963)
- Collage No. 7 (1967)